# Oligosaurus
Oligosaurus („malý ještěr“) byl pochybný rod pravděpodobně iguanodontního ornitopodního dinosaura, žijícího koncem křídového období na území dnešního Rakouska (lokalita Muthmannsdorf).

## Popis
Rod Oligosaurus byl formálně popsán v roce 1881 britským paleontologem Harrym Govierem Seeleym na základě fosilií objevených v rakouském souvrství Grünbach. Fosilie byly objeveny v roce 1859, vykopali je a poprvé prozkoumali paleontologové Eduard Suess a Ferdinand Stoliczka. Jedná se o nomen dubium (pochybné vědecké jméno), protože typový jedinec s označením PIUW 3518 sestává z potenciálně většího množství fosilií jiných druhů. Může se také jednat o zástupce rodu Rhabdodon, případně Zalmoxes nebo Orthomerus.